# Wangyan
Wangyan (kinesiska: 王堰) är en köping i östra Kina. Den ligger i Funan härad i staden Fuyang i provinsen Anhui, omkring 200 kilometer nordväst om provinshuvudstaden Hefei. Antalet invånare är 39732. Befolkningen består av 22 569 kvinnor och 17 163 män. Barn under 15 år utgör 28,0 %, vuxna 15-64 år 62 %, och äldre över 65 år 9,0 %.